# Električni prevodnik
Eléktrični prevódnik je snov, ki dobro prevaja električni tok. Poznamo tudi slabo prevodne, neprevodne snovi oziroma izolatorje in polprevodne snovi. Za izdelavo električnih vodnikov se najbolj pogosto uporablja kovinske električne prevodnike baker, aluminij in zlato, v preteklosti pa se je v stikalih uporabljajo tudi živo srebro. 
V prevodniku se inducira električna napetost, če se nahaja v spreminjajočem magnetnem polju oziroma če ga zadene elektromagnetno valovanje.
Snovem, ki prevajajo električni tok, rečemo, da so prevodne. Znanstveniki so ugotovili, da so te snovi tudi dobro kovne, imajo kovinski sijaj ter dobro prevajajo toploto. Imenovali so jih kovine, tiste brez teh lastnosti pa nekovine. V tabelo so zapisali rezultate njihovih poizkusov in opažanj.
V tabeli je seznam snovi, ki smo jih videli v poskusu na prejšnji strani. Ob imena v drugi stolpec vpišite 'da', če je snov prevajala električni tok, oz. 'ne', če toka ni prevajala. V tretji stolpec vpišite, ali je element 'kovina' ali 'nekovina'.
Crni cerak darkside bato
Aaron Mike Odzic Tyson